# Šiatorská Bukovinka
Šiatorská Bukovinka je obec na Slovensku, v okrese Lučenec v Banskobystrickém kraji v Cerové vrchovině. Žije zde 289 obyvatel. Území obce sousedí s Maďarskem. Na katastrálním území obce se nachází zřícenina hradu Šomoška a Národní přírodní rezervace Šomoška. Obec vznikla v roce 1960, a to vyčleněním z obce Radzovce.

## Poloha
Obec se nachází v jižní části okresu Lučenec, který patří do Banskobystrického kraje. Leží v horní části potoka Belina a Bukovinského potoka nedaleko státní hranice s Maďarskou republikou. Na katastru obce leží vrch Karanč, nejvyšší hora Cerové vrchoviny.

## Doprava
Je zde silniční hraniční přechod Šiatorská Bukovinka – Somoskőújfalu, který je někdy uváděn jako hraniční přechod Šiatorská Bukovinka – Salgótarján. 
Přes obec vede železniční trať Fiľakovo – Somoskőújfalu a v obci je železničná zastávka s názvem  Šiatorská Bukovinka, provoz na trati je však zastaven.